# بال‌آتشیان
بال‌آتشیان (نام علمی: Phoenicopteridae) نام یک تیره از رده پرنده است.